# История евреев в Венесуэле
История евреев в Венесуэле восходит к середине 17-го века, в котором, согласно источникам, в Венесуэле проживали марраны (испанские и португальские потомки крещенных евреев, подозреваемых в тайной приверженности иудаизму), в городах Тукасас, Каракас и Маракайбо. Однако первая еврейская община Венесуэлы сформировалась только к середине XIX века. С приходом Уго Чавеса к власти в 1999 году, между правительством и еврейским населением возникла напряженность, в результате которой многие венесуэльские евреи эмигрировали. Сегодня[когда?] большинство венесуэльских евреев живут в Израиле и еврейское население современной Венесуэлы по-прежнему немногочисленно.

## XIX век

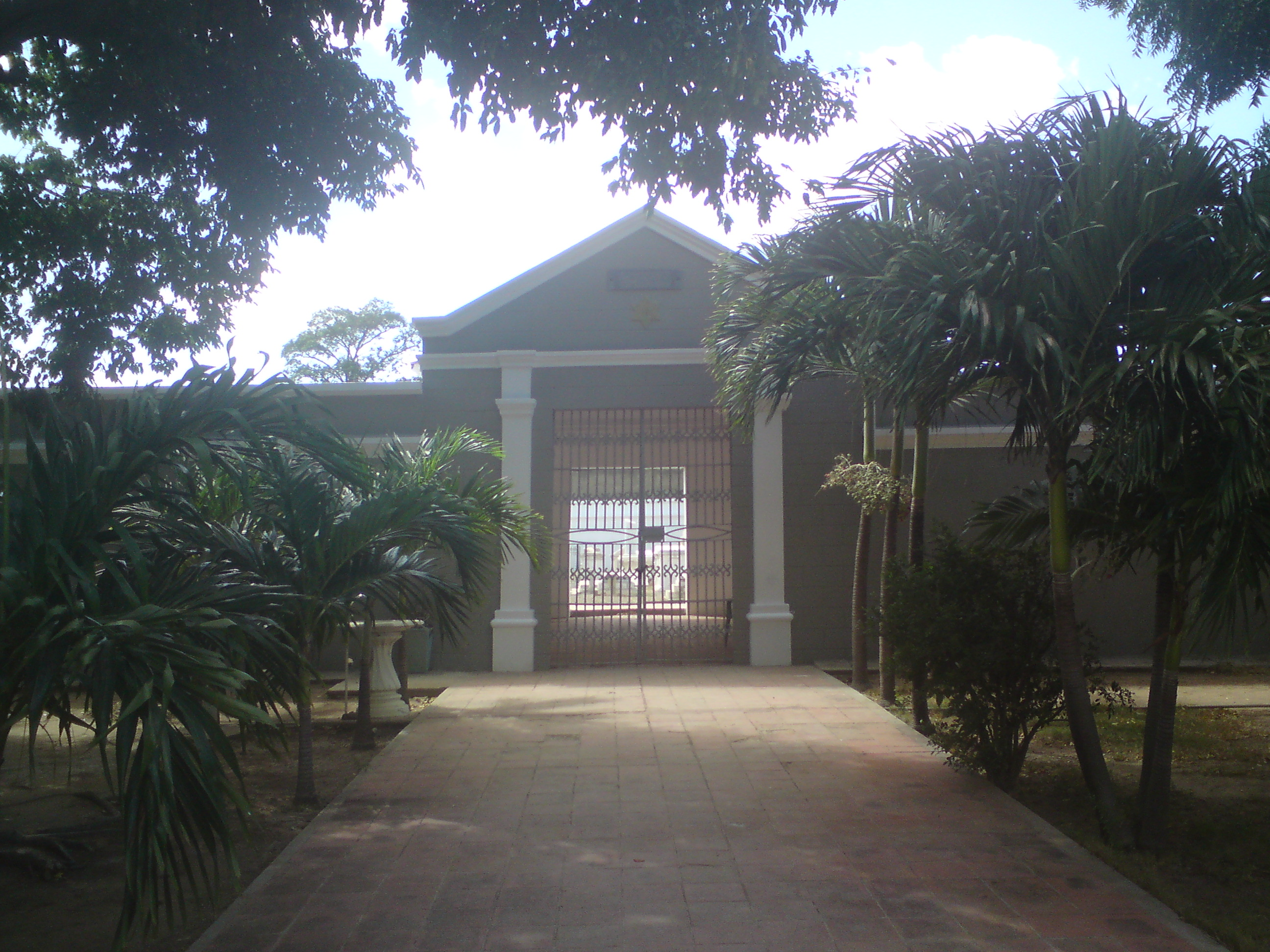
Еврейское кладбище Коро, основанное в 1832 году, является самым древним действующим еврейским кладбищем в Северной и Южной Америке

На рубеже 19-го века Венесуэла сражалась в войнах независимости против испанской империи, а Симон Боливар, известный как освободитель Венесуэлы, нашел убежище и материальную поддержку своей армии в домах евреев из Кюрасао. 
Еврейское кладбище Коро — древнейшее еврейское кладбище в Северной и Южной Америке. Его происхождение восходит к 19 веку, когда сефардские евреи из голландской колонии Кюрасао начали мигрировать в венесуэльский город Санта-Ана-де-Коро в 1824 году.

## XX век

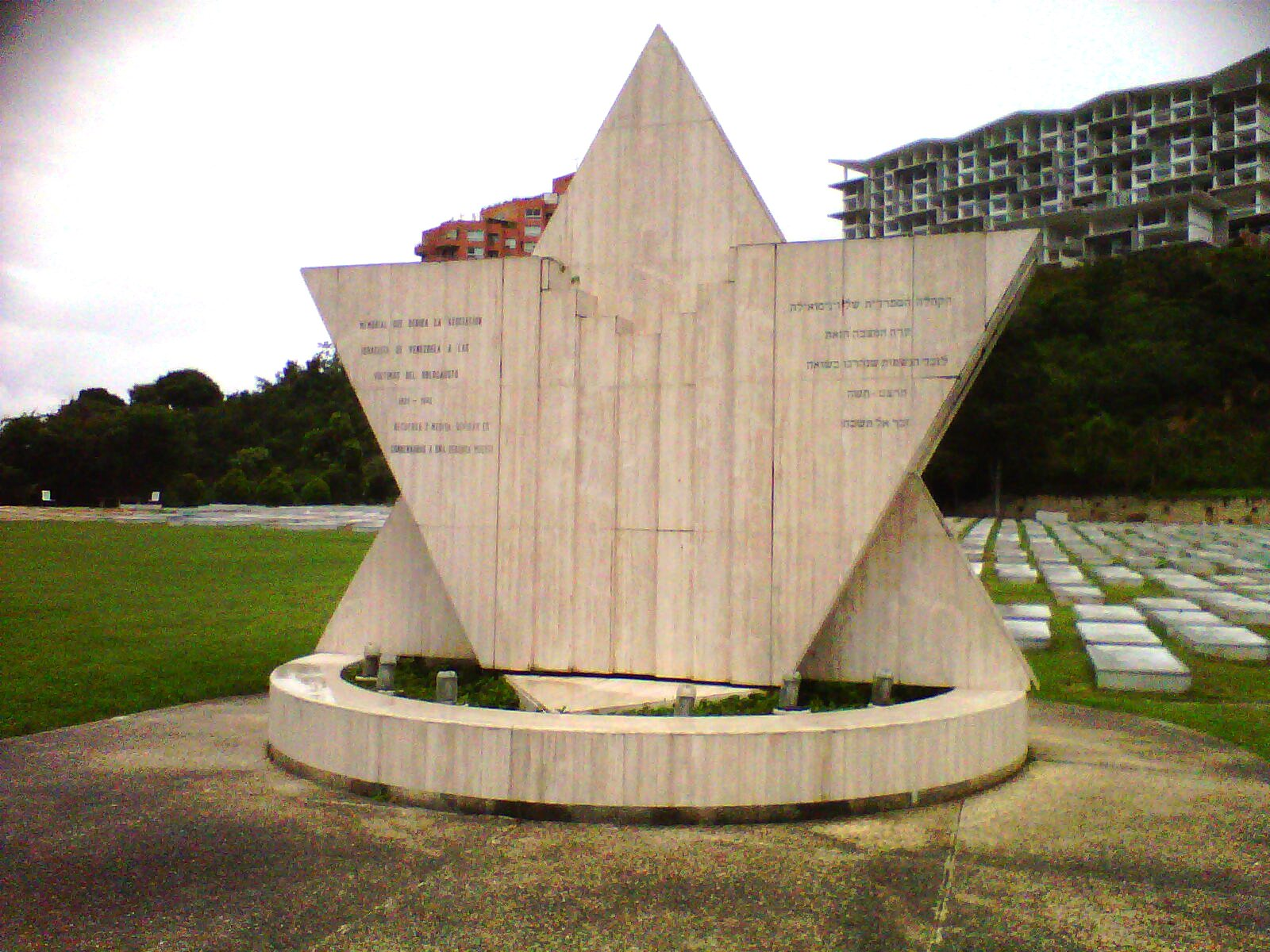
Мемориал Холокоста на еврейском кладбище в Каракасе

В 1907 году Израильское благотворительное общество, ставшее израильской ассоциацией Венесуэлы в 1919 году, было создано как организация объединяющая евреев разбросанных по всей стране. Еврейские молитвенные и праздничные службы проходили в небольших домах в Каракасе и городах, таких как Лос-Текес и Ла-Гуайра. К 1917 году число еврейских граждан возросло до 475 и до 882 в 1926 году. В 1920-х и 1930-х годах еврейская община начала развиваться с приездом евреев из северной африки и восточной европы.
Еврейская иммиграция из Восточной и Центральной Европы увеличилась после 1934 года, но к тому времени Венесуэла наложила ограничения на иммиграцию евреев, остававшиеся в силе до 1950-х годов.
В 1939 году пароходы Koenigstein и Caribia покинули нацистскую Германию и причалили к берегам Венесуэлы. Один еврейский беженец прокомментировал в венесуэльской газете La Esfera: «Представьте себе нашу радость от того что мы свободны и далеки от земли, в которой все грозило нам смертью. Это такое святое событие, когда нас изгнали из Германии, и вы приняли нас».
К 1950 году, несмотря на иммиграционные ограничения, в Венесуэле насчитывалось около 6 тыс. евреев.
Самые большие волны иммиграции произошли после Второй мировой войны и Шестидневной войны 1967 года, когда большой приток сефардских евреев из Марокко прибыл и поселился в основном в столице Каракаса . Еврейское население в Венесуэле достигло 45 тыс., в основном сосредоточено в Каракасе и Маракайбо. Большинство евреев Венесуэлы — иммигранты в первом или втором поколении.
Венесуэла была гостеприимна еврейской жизни, а евреи «развивали глубокие связи с страной и сильное чувство патриотизма», актуализируя и соглашаясь на «комфортные отношения с местным правительством в стиле „живи и давай жить другим“». По словам Дэвида Харриса, Исполнительного директора Американского еврейского комитета:'
Они разработали впечатляющую коммунальную инфраструктуру, построенную вокруг центральной зонтичной организации «La Confederación de Asociaciones Israelitas de Venezuela» (CAIV), с которой в прошлом году Американский еврейский комитет подписал соглашение об ассоциации, пятнадцати синагог (все, кроме одной ортодоксальной), и возможно, самый яркий из всех, еврейский кампус «все-в-одном», Гебраика. Сочетание еврейских детских садов и дневных школ, загородного клуба, культурного центра, зелени и широких спортивных мероприятий, Гебраика служит центром для большей части общины.
Результаты этих общинных усилий говорят сами за себя. Сообщество тесно связано, подавляющее большинство еврейских детей посещают еврейские школы, уровень участия высок, идентификация с Израилем является интенсивной, а количество смешанных браков низким по сравнению с Соединенными Штатами или Великобританией.
Столь же поразительна в разговоре с евреями Венесуэлы, насколько возможны обобщения, их очевидная гордостью быть венесуэльцами. Они не только продолжают ценить прибежище, предоставленное страной — евреи прибывают в поисках безопасности и возможностей, — но они также признают послевоенный рекорд толерантности в стране и относительного отсутствия антисемитизма, а также поддержку Резолюции ООН 1947 года, призывавшую к созданию еврейского государства.

## XXI век

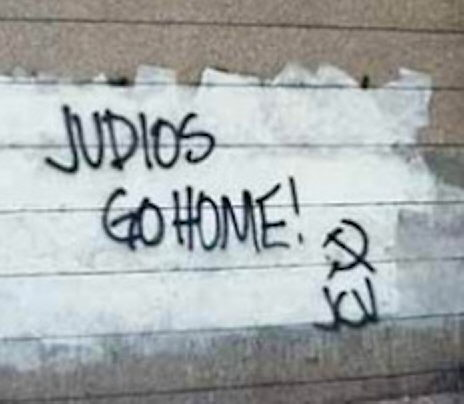
«Евреи, идите домой», надпись на стене посольства Израиля в Каракасе

Согласно Латиноамериканскому еврейскому конгрессу, еврейская община Венесуэлы насчитывала около 22 тыс. человек, когда Чавес вступил в должность в 1999 году.
В начале 2000-х годов эмиграция венесуэльских евреев в Израиль неуклонно росла В журнале Algemeiner Journal говорится, что эта эмиграция из Венесуэлы произошла из-за «экономического кризиса в стране … а также антисемитской риторики, которая означала поддержку левого режима Ирану, Сирии и палестинским исламистским организациям, таким как ХАМАС» и что «сначала Чавес и теперь Мадуро нашли политическое применение для антиеврейской риторики».
По оценкам латиноамериканского еврейского конгресса, в 2007 году в Венесуэле проживало от 12 до 13 тыс. евреев.
К началу 2013 года в Венесуэле проживало 9 тыс. евреев, а в начале 2015 года до 7 тыс.
Венесуэльские евреи в основном эмигрировали в США, а также в Израиль, Панаму, Колумбию, Коста-Рику и Гватемалу.

## Антисемитизм

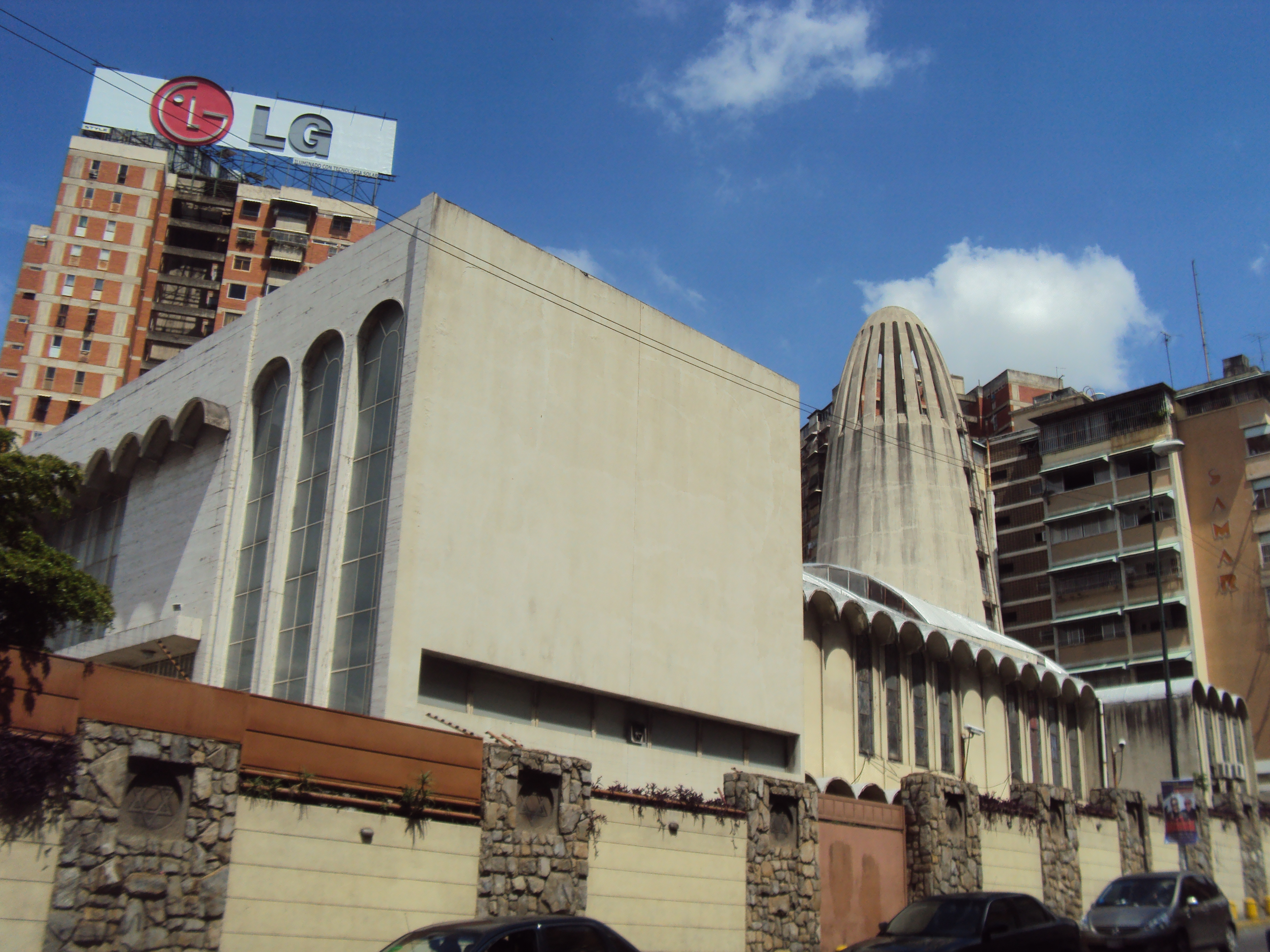
Синагога Тиферет Исраэль (Каракас) в Каракасе была осквернена и вандализирована преступной группировкой в 2009.

Антисемитизм периодически возникал на протяжении всей истории Венесуэлы, включая случаи антиеврейских беспорядков в XIX веке и иммиграционные ограничения в начале 20-го, что привело к сложной ассимиляции для евреев в стране.
С приходом к власти Уго Чавеса в 1999 году, правительство страны часто обвинялось в антисемитских высказываниях. Члены Всемирного еврейского конгресса и Центр Симона Визенталя называли комментарии Чавеса антисемитскими, включая сравннения других политиков с Гитлером и использование выражения «Вечный жид» по отношению к лидерам оппозиции. Венесуэльская конфедерация израильских ассоциаций также выразила обеспокоенность по поводу риторики Чавеса, которая «когда-то явно отделяла критику Израиля от критики венесуэльской еврейской общины», с 2004 года объединила его антисионистские взгляды с антисемитскими идеями. В то время как Еврейское телеграфное агентство заявляло, что критика Чавеса в отношении военных действий Израиля во время Ливанской войны в 2006 году «разжигает пламя антисемитизма», Чавес называл такие обвинения пропагандой.
В ноябре 2002 вооруженный рейд проведенный силами безопасности в еврейской начальной и средней школе в Каракасе, был описан Институтом Стивена Рот как «возможно самый серьезный инцидент, который когда-либо имел место в истории еврейской общины». Институт также заявил, что сторонники про-Чавеса несут ответственность за частые антисемитские инциденты, такие как осквернение и нападения на синагоги и граффитированные лозунги, такие как «Евреи идите домой».
Несмотря на это, Государственный департамент США заявил в своем докладе 2005 года о международной религиозной свободе, что Венесуэла является «исторически открытым обществом без значительного антисемитизма», отметив при этом, что «правительство и его сторонники время от времени демонстрируют возможный антисемитизм» . Еврейское телеграфное агентство заявило, что антисемитское поведение не характерно для Венесуэлы.